# Kościół Chrystusa Odkupiciela Człowieka w Krakowie
Kościół Chrystusa Odkupiciela Człowieka – kościół rzymskokatolicki znajdujący się w Krakowie, w dzielnicy IV Prądnik Biały przy al. Stelmachów 137.

## Historia
Decyzję o budowie kościoła podjęto w związku z powstawaniem nowego, dużego osiedla na obrzeżach Krakowa i dużą odległością stamtąd do najbliższych świątyń katolickich. Budowę rozpoczęto w 2006 r., a już rok później świątynię w stanie surowym konsekrował kard. Franciszek Macharski. Nadal trwają prace wykończeniowe we wnętrzu świątyni, m.in. przy ścianach i posadzce.